# وليام فينلي (ممثل)
وليام فينلي (بالإنجليزية: William Finley)‏ مواليد 20 سبتمبر 1940 في نيويورك، الولايات المتحدة - الوفاة 14 أبريل 2012 في نيويورك، الولايات المتحدة، هو ممثل أمريكي بدأ مسيرته الفنية سنة 1962. امتدت مسيرته الفنية لأكثر من 44 عاما. درس في جامعة كولومبيا.

## الأعمال
- براين دي بالما
- يرتدي ليقتل
- داليا السوداء

## روابط خارجية
- وليام فينلي على موقع IMDb (الإنجليزية)
- وليام فينلي على موقع ألو سيني (الفرنسية)
- وليام فينلي على موقع ميوزك برينز (الإنجليزية)
- وليام فينلي على موقع أول موفي (الإنجليزية)
- وليام فينلي على موقع قاعدة بيانات الأفلام السويدية (السويدية)
- وليام فينلي على موقع ديسكوغز (الإنجليزية)
- وليام فينلي على موقع قاعدة بيانات الفيلم (الإنجليزية)
- وليام فينلي على موقع كينوبويسك (الروسية)